# Philipp Steyer
Karl Philipp Steyer (* 5. März 1839 in Naundorf bei Freiberg; † 26. November 1907 in Dresden) war ein deutscher Rittergutsbesitzer und konservativer Politiker.

## Leben und Wirken
Steyer besuchte zunächst die Volksschule in Naundorf, bevor er an die Bürgerschule nach Freiberg wechselte. Daran schloss er eine landwirtschaftliche Ausbildung in einem Unternehmen, an das eine Mahl- und Schneidemühle sowie ein Holzhandel angeschlossen war. Von 1854 bis 1857 besuchte er die Höhere Gewerbeschule in Chemnitz, wo er sich wiederum der landwirtschaftlichen Abteilung widmete. Die landwirtschaftliche Praxis absolvierte er auf dem Bauerngut seines Vaters Carl Gottlob Steyer. 1864 erwarb er das Rittergut in seinem Heimatdorf Naundorf, zu dem 106 Hektar Land gehörten. Später wurde er Direktor der Holzschleiferei im Ort.
Er gehörte zunächst ab 1876 als stellvertretendes Mitglied, ab 1878 dann als ordentliches Mitglied dem Verwaltungsrat des Landwirtschaftlichen Kreditvereins im Königreich Sachsen an. Von 1889 bis zu seinem Tod vertrat er den 15. ländlichen Wahlkreises in der II. Kammer des Sächsischen Landtags. 1905 wird er als Ökonomierat bezeichnet.
Seine Brüder Heinrich Steyer (1834–1887) und Ernst Steyer (1842–1900) waren ebenfalls konservative Landtagsabgeordnete.